# Chapman & Hall
Chapman & Hall — імпринт британського видавництва CRC Press, заснований в Лондоні в першій половині XX століття Едвардом Чепменом і Вільямом Холлом. Chapman & Hall були видавцями творів Чарлза Дікенса (з 1840 до 1844, також з 1858 до 1870), Вільяма Текерея, Елізабет Баррет Браунінг, Ентоні Троллопа, Едварда Майбріджа та Івлін Во.